# Mindanao
Mindanao (AFI: /mindaˈnao/) è una grande isola situata al sud delle Filippine, seconda per estensione dello Stato asiatico e una delle tre suddivisioni amministrative insulari del Paese insieme a Luzon a settentrione e Visayas nel centro.

## Geografia

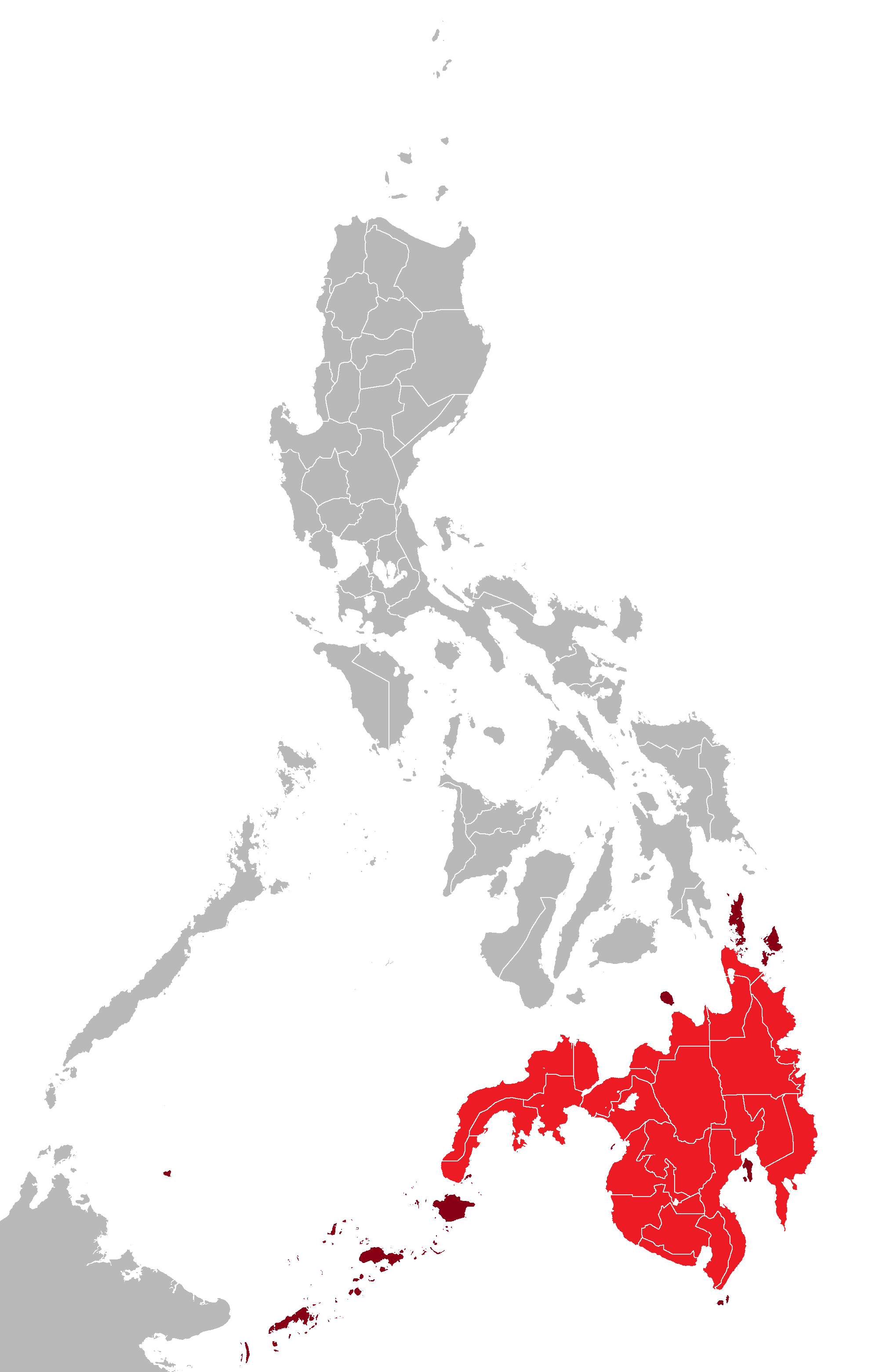
La terraferma di Mindanao in rosso e le sue isole associate in bordeaux

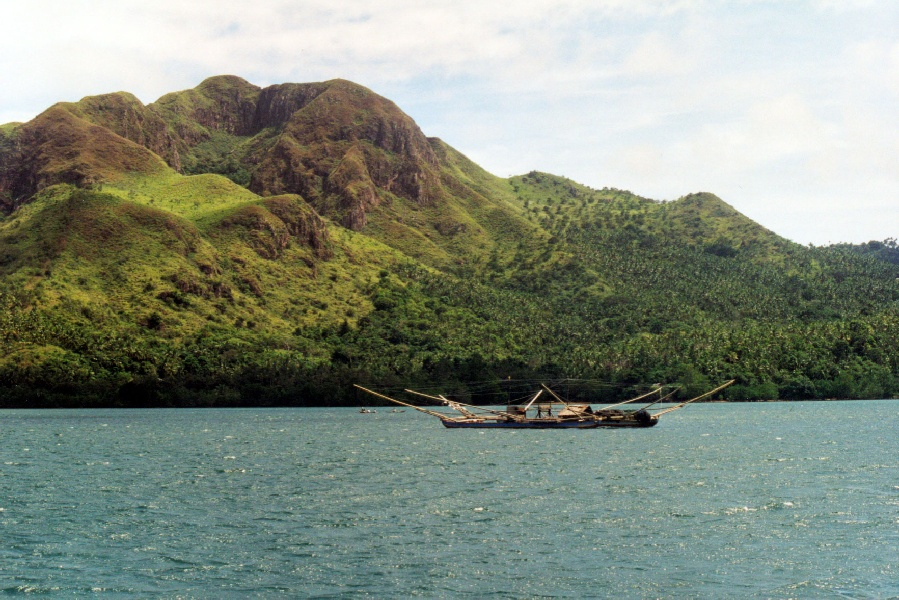
costa di Mindanao

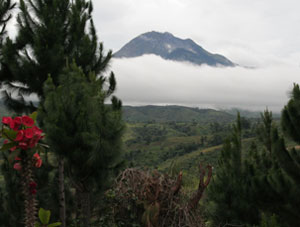
Monte Apo, la vetta più alta delle Filippine

Mindanao è la seconda isola più grande delle Filippine con 97.530 chilometri quadrati, ed è l'ottava isola più popolosa del mondo. L'isola di Mindanao risulta più estesa di 125 Paesi del mondo, fra i quali i Paesi Bassi, la Corea del Sud, l'Austria, il Portogallo, la Repubblica Ceca, l'Ungheria, e l'Irlanda.
L'isola è prevalentemente montuosa, con il vulcano Monte Apo che è la vetta più alta dell'intero Paese. Mindanao è circondata da quattro mari: Mare di Sulu, a ovest, il Mar delle Filippine ad est,  il Mare di Celebes a sud e il Mare di Mindanao a nord.

## Storia

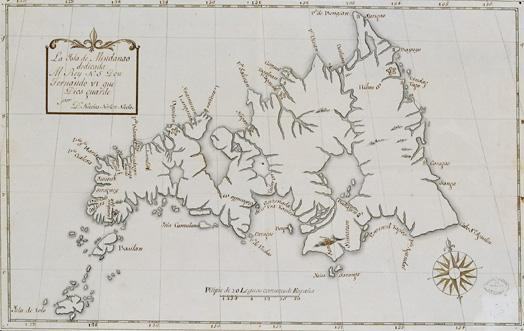
Una vecchia carta spagnola dell'isola di Mindanao.

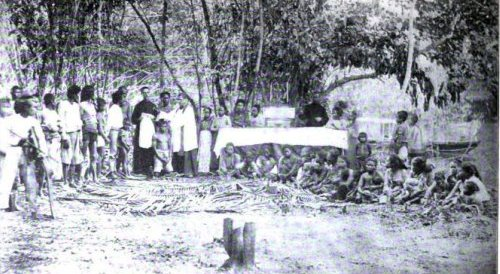
Due missionari spagnoli battezzano un Moro convertito alla chiesa cattolica romana, circa 1890.

La prova dell'occupazione umana dell'isola risale a decine di migliaia di anni. In tempi preistorici la gente Negrito si insediò nell'area. Intorno al 1500 a.C., austronesiani si diffusero in tutte le Filippine e ben oltre.
I nativi delle Molucche si riferiscono l'isola come Maluku Besar (Grande Molucca).
Mindanao è anche una casa sacra di Paramata Bantogen, Mabaning Gandamatu e Daranda Mabagani gli indigeni Meranaw da Kiaranda un Ragat un Layagen Tiongcopa prima islamica Da wah, la più grande tribù non musulmano, e il Subanon Tribe.
Gli aborigeni della Penisola di Zamboanga Zamboanga del Norte, Zamboanga del Sur, Zamboanga Sibugay, Isola di Basilan e le province settentrionali del Misamis Occidental, Lanao del Norte e Misamis Oriental.

### Età neolitica e del bronzo
I Subanon si crede si siano stabiliti sull'isola di Mindanao durante il Neolitico, il periodo nello sviluppo della tecnologia umana che inizia intorno al 10000 a.C. secondo la cronologia ASPRO (tra 4500 e 2000 a.C.).

### Età indù-buddista
In epoca classica della storia delle Filippine (900 in poi), le genti di Mindanao sono state pesantemente esposti alla cultura indù e all'influenza buddista e alle credenze locali indonesiane e del Borneo.
Gli artefatti trovati da questo periodo sono il Jinnaluo d'oro, Golden Tara, e il ciondolo Ganesh. Questi tratti culturali presenti nel Mindanao nel Visayas e Luzon, sono stati persi o fortemente modificati dopo l'arrivo spagnolo nel XVI secolo.
Nelle zone costiere, la rivoluzione culturale indù-buddista è stata più forte, mentre in parti interne, le influenze sono state indigenizzate in credenze animiste e costumi locali e apparivano più sottilmente.
Il Regno di Butuan, un regno di ispirazione indù di cui secondo le cronache cinesi risultava come stato loro vassallo nel X secolo d.C., si è concentrato lungo la costa nord-orientale dell'isola intorno Butuan.

### Arrivo dell'Islam
Nell'isola di Mindanao i primi contatti con l'Islam sono avvenuti nel XIV secolo.
La prima moschea nelle Filippine è stata costruita nella metà del XIV secolo nella città di Simunul. I sultanati filippini di Sulu e Maguindanao sono stati stabiliti successivamente nel XV e XVI secolo.
A questo punto, l'Islam si è ben radicato in Mindanao e avevano iniziato a formarsi gruppi sulle grandi isole delle Visayas, come Cebu influenze a nord fino Bohol e oggi Manila sull'isola di Luzon.
Manila stessa al tempo era musulmana quando il Sultanato del Brunei venne occupato.

### Conquista spagnola
All'arrivo degli spagnoli nelle Filippine, erano costernati nel trovare una forte presenza musulmana sull'isola, avendo appena espulso i Mori dalla Spagna dopo secoli di combattimenti con la Reconquista. In realtà, il nome Moros (in spagnolo per "Mori"), è stato dato agli abitanti musulmani dagli spagnoli.
Cesarea Caroli era il nome dato dal Villalobos per l'isola di Mindanao quando la raggiunto dal mare. Questo è stato chiamato dopo Carlo V Imperatore del Sacro Romano Impero e Re della Spagna.
La Spagna abbandonò Zamboanga a Mindanao e far rientrare i suoi soldati a Manila nel 1662 dopo che i cinesi con la guida militare di Koxinga minacciò di invadere le Filippine spagnole.

## Divisioni amministrative

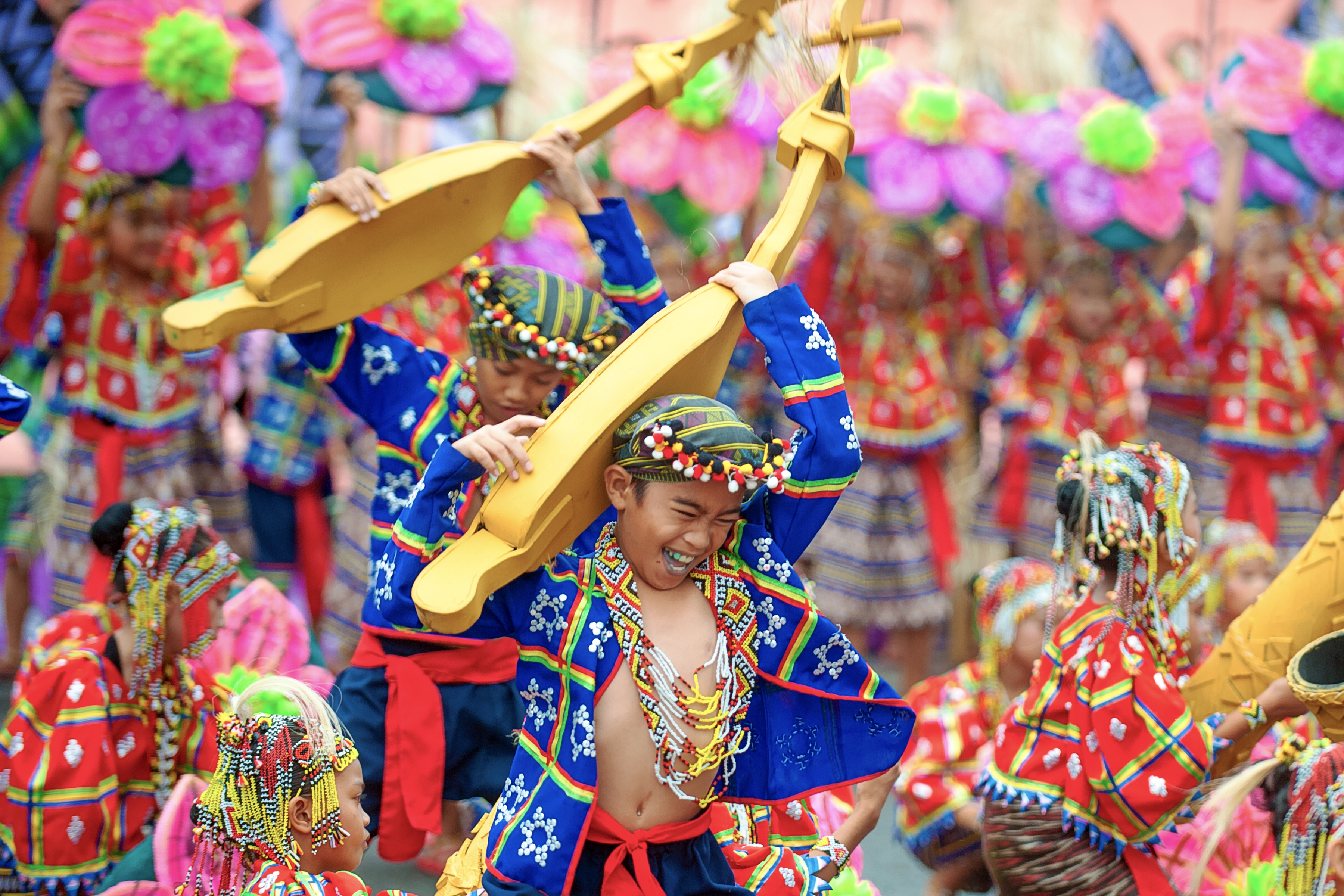
"I-indak sa kadalanan" o il concorso di ballo di strada, parte della celebrazione del Festival di Kadayawan a Davao City.

Mindanao è costituita da 6 regioni amministrative, suddivise a loro volta in 22 province, di cui 4 all'esterno del territorio dell'isola e 30 città (27 province e 33 città considerando le isole collegate).
Mindanao comprende l'arcipelago delle Isole Sulu a sud-ovest, che consiste nelle isole di Basilan, di Jolo e di Tawi-Tawi, più altre isole periferiche quali Camiguín, Dinagat, Siargao, Samal e le isole Sarangani.
Le sei regioni sono:
- Penisola di Zamboanga (regione IX)
- Hilagang Mindanao (regione X)
- Davao (regione XI)
- SO.C.C.S.K.SAR.GEN (regione XII)
- Caraga (regione XIII)
- Regione Autonoma nel Mindanao Musulmano (ARMM)

### Dettagli
| Mappa                                                                        | Regione                                               | Popolazione         | Superficie    | Densità | Capoluogo               |
| ---------------------------------------------------------------------------- | ----------------------------------------------------- | ------------------- | ------------- | ------- | ----------------------- |
| Map of the Philippines highlighting the Zamboanga Peninsula                  | Zamboanga (regione IX)                                | 3.407.353 (3.7%)    | 17,056.73 km² | 200/km² | Città di Zamboanga      |
| Map of the Philippines highlighting Northern Mindanao                        | Hilagang Mindanao (regione X)                         | 4.297.323 (4.7%)    | 20.496,02 km² | 210/km² | Città di Cagayan de Oro |
| Map of the Philippines highlighting Davao Region                             | Davao (regione XI)                                    | 4.468.563 (4.8%)    | 20.357,42 km² | 220/km² | Città di Davao          |
| Map of the Philippines highlighting Soccsksargen                             | Soccsksargen (regione XII)                            | 4.109.571 (4.5%)    | 22.513,30 km² | 180/km² | Koronadal               |
| Map of the Philippines highlighting the Caraga Region                        | Caraga (regione XIII)                                 | 2.429.224 (2.6%)    | 21.478,35 km² | 110/km² | Butuan                  |
| Map of the Philippines highlighting the Autonomous Region in Muslim Mindanao | Regione autonoma del Mindanao musulmano (regione XIV) | 3.256.140 (3.5%)    | 33.511,42 km² | 97/km²  | Città di Cotabato       |
| Regione                                                                      | Regione                                               | censimento del 2010 | Superficie    | Densità | Capoluogo               |